# Taekwondo ai I Giochi europei
Le gare di taekwondo ai I Giochi europei sono state disputate a Baku dal 25 al 28 giugno 2015.

## Podi

### Maschili
| Specialità | Oro                    | Argento               | Bronzo                                  |
| 58 kg      | Rui Pedro Bragança     | Jesús Tortosa Cabrera | Si Mohamed Ketbi Levent Tuncat          |
| 68 kg      | Aykhan Taghizade       | Karol Robak           | Joel González Bonilla Aleksej Denisenko |
| 80 kg      | Milad Beigi Harchegani | Al'bert Gaun          | Júlio Ferreira Lutalo Muhammad          |
| +80 kg     | Radik Isaev            | Vladislav Larin       | Vedran Golec Daniel Ros Gómez           |

### Femminili
| Specialità | Oro                    | Argento           | Bronzo                             |
| 49 kg      | Charlie Maddock        | Tijana Bogdanović | Lucija Zaninović Patimat Abakarova |
| 57 kg      | Jade Jones             | Ana Zaninović     | Nikita Glasnović Eva Calvo Gómez   |
| 67 kg      | Anastasija Baryšnikova | Farida Azizova    | Nur Tatar Elin Johansson           |
| +67 kg     | Gwladys Épangue        | Milica Mandić     | Iva Radoš Olga Ivanova             |